# Jeon Hee-sok
Jeon Hee-sok (Seul, 16 giugno 1984) è una schermitrice sudcoreana, vincitrice di una medaglia di bronzo ai campionati mondiali di scherma.

## Biografia
Ha conquistato una medaglia di bronzo ai Giochi olimpici di Londra 2012 nel fioretto a squadre.

## Palmarès
In carriera ha conseguito i seguenti risultati:
- Giochi olimpici:

Londra 2012: bronzo nel fioretto a squadre.
- Mondiali di scherma

Torino 2006: bronzo nel fioretto a squadre.
Parigi 2010: bronzo nel fioretto a squadre.
Catania 2011: bronzo nel fioretto a squadre.